# オールド・フェイスフル・ガイザー

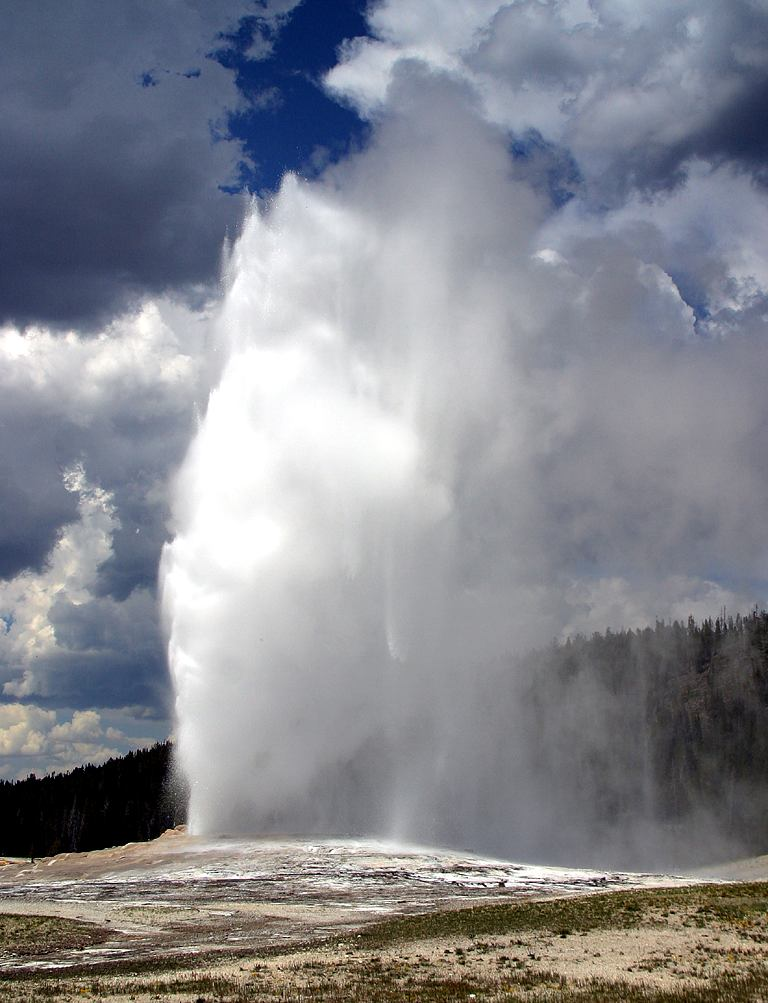
オールド・フェイスフル・ガイザー

オールド・フェイスフル・ガイザー（The Old Faithful Geyser）は、イエローストーン国立公園内にある、おそらく世界で最も有名な間欠泉である。
1870年にウォシュバーン探検隊によってオールド・フェイスフルと名づけられた。公園内で最初に名前をつけられた間欠泉である。
ワイオミング州ティトン郡に属する。
faithfulは忠実を意味し、一定間隔で忠実に噴出することによる。

1回に、3700 - 8400ガロン（1万4000 - 3万2000リットル）の熱湯が106 - 184フィート（30 - 50メートル）の高さに1分半 - 5分間にわたって噴き出す。
噴出は65 - 92分間隔で、平均間隔は91分である。
これまで13万7000回以上の噴出が記録されている。ハリー・Ｍ・ウッドワードが、初めて噴出時間と噴出間隔の数学的な関係を記述した（1938年）。
オールド・フェイスフル・ガイザーは、公園内で最も高く噴き上げるものでもなければ最大のものでもない。
最高最大の噴出を行う間欠泉は、噴出時間と噴出間隔の予測がオールド・フェイスフル・ガイザーより難しいスチームボート・ガイザーである。
ここ数年間にわたり、噴出間隔が長くなってきたが、これは地下水位に地震が影響を与えたためかもしれない。
このため以前の数学的関係は不正確になってしまったが、オールド・フェイスフル・ガイザーについては実際は噴出を予測しやすくなった。
オールド・フェイスフル・ガイザーは、10分の誤差はあるが、噴出が2.5分も続かない場合は65分後に、2.5分超続く場合は92分後に噴出する。
オールド・フェイスフル・ガイザーの噴出が正確なのは、アッパー・ガイザー・ベイスンの他の間欠泉等につながっていないという事実によるものである。
1983年から1994年の間に、温度と圧力測定器、録画装置を備えた4つの調査装置がオールド・フェイスフル・ガイザーの中に下ろされた。
調査装置は72フィート（22メートル）の深さまで下ろされた。この深さでの水温は華氏244度（摂氏118度）で、1942年の測定時と同じであった。
録画装置は、導管の形と導管の中で起こる過程を観察するため、最大42フィート（13メートル）の深さまで下ろされた。
上からの冷えた空気と下からの熱された空気が混ざり合うことにより霧が形成されること、水が導管の中に流れ込み、下から膨れあがって再充填されること、
華氏265度（摂氏129度）にも達する過熱された水蒸気が導管の中に入っていくことなどが観察された。